# Parte de propoziție
În gramatica tradițională sunt numite părți de propoziție cuvintele sau grupurile de cuvinte care, în cadrul unei propoziții, fie independentă sau făcând parte dintr-o frază, ocupă funcții sintactice și sunt legate între ele prin raporturi sintactice.
Nu trebuie confundate părțile de propoziție gramaticale cu părțile logice și psihologice ale propoziției. Cu puține excepții, o propoziție izolată, adică fără context, fie simplă, fie dezvoltată, fără nicio parte scoasă în evidență, are, din punct de vedere logic și psihologic, două părți, tema și rema. Simplificând lucrurile, prima este despre ceea ce este vorba în propoziție, iar a doua ceea ce se spune despre temă. Numai în cazul propoziției simple coincide tema cu partea numită în sintaxă subiect, iar rema cu partea numită predicat. Exemplu: hu  A gyerek (temă și subiect) olvas (remă și predicat) „Copilul citește”. Într-o propoziție dezvoltată, tema se compune din subiect și din alte părți de propoziție legate de el, iar rema – din predicat și părțile de propoziție legate de el: A világos szobában ülő gyerek (temă) érdekes és tanulságos könyvet olvas (remă) „Copilul care stă în camera luminoasă citește o carte interesantă și plină de învățăminte”.
În propoziție pot fi și cuvinte sau grupuri de cuvinte care nu sunt părți de propoziție din punct de vedere sintactic. Așa este, de exemplu, substantivul la cazul vocativ. În unele limbi, acesta are o desinență specifică: Moșnege, copila plânge... (Mihail Sadoveanu). Nici unele adverbe nu au uneori, iar altele niciodată funcție sintactică. Acestea sunt numite adverbe modale sau adverbe modalizatoare: Poate Dan a greșit ieri, Vine cu siguranță azi. În unele gramatici, asemenea cuvinte constituie o parte de vorbire aparte, numită modalizator, care poate constitui singur o propoziție neanalizabilă. Tot fără funcție sintactică sunt cuvintele numite particule, incluse în unele gramatici în clasa modalizatorilor, de altele considerate o parte de vorbire aparte dacă cuvintele respective nu pot constitui o propoziție: de  Ich habe nur zwei Bonbons gegessen „Am mâncat doar două bomboane”. Constantinescu-Dobridor 1998 consideră astfel de cuvinte ca intrând în compoziția părților de propoziție pe care le numește complexe din punct de vedere structural.

## Ierarhia părților de propoziție
În mod tradițional se consideră că propoziția are două părți principale, predicatul și subiectul, însă, după unii lingviști, predicatul este singura parte principală, dat fiind că numai acesta poate constitui singur o propoziție analizabilă. Astfel, există propoziții fără subiect, de exemplu cu verbe care exprimă unele fenomene naturale: Plouă, Tună, Ninge, E cald. În sprijinul acestei păreri se mai aduce și argumentul că subiectul poate fi inclus în desinența predicatului: Venim cu toții.
În afară de predicat (după autorii care îl consideră singura parte principală de propoziție), respectiv în afară de predicat și de subiect (după cei care le consideră pe acestea principale), celelalte părți de propoziție sunt subordonate direct sau indirect predicatului sau subiectului. Cele indirect subordonate sunt subordonate mai întâi unei alte părți de propoziție subordonate și formează împreună cu aceasta o sintagmă subordonată.

## Predicatul
Această parte principală de propoziție arată ce se spune despre subiect, exprimând o acțiune pe care o efectuează, o acțiune pe care o suferă, faptul că se întâmplă ceva cu el, faptul că există, faptul că are pe cineva sau ceva, starea sa, identificarea sa, clasarea sa într-o categorie, calificarea sa, ori faptul că se caracterizează printr-o cantitate.

## Subiectul
Această parte de propoziție este cea despre care vorbitorul spune ceva cu ajutorul predicatului, adică este purtătorul celor exprimate de predicat.
Această definiție este valabilă în întregime dacă se consideră că un verb la un mod nepersonal nu poate fi predicatul unei propoziții subordonate. Aceasta este situația în gramaticile tradiționale românești, dar după alte gramatici, un verb la un mod nepersonal poate avea subiect și în acest caz. În general, acesta este comun cu subiectul verbului regent (fr  Je promets à Pierre de venir „Îi promit lui Pierre că voi veni”), dar verbul la mod nepersonal poate avea și subiect propriu: Je dis à Pierre de sortir „Îi spun lui Pierre să iasă”. În gramaticile franceze tradiționale se consideră că aici este vorba de o frază în care Pierre este în același timp complement indirect în propoziția principală și subiect în propoziția completivă directă subordonată acesteia.

## Părți secundare de propoziție
Părțile secundare de propoziție sunt subordonate altor părți de propoziție, adică sunt complinirile acestora, părțile principale fiind în această situație regentele celor secundare.
Câte tipuri și subtipuri de părți secundare se iau în considerare și delimitarea lor depinde de viziunea gramaticienilor, care poate fi diferită și referitor la aceeași limbă. În gramaticile tradiționale ale limbii române se iau în general în seamă atributul (adjectival, inclusiv cel exprimat prin adjective pronominale, cele exprimate prin alte părți de vorbire, plus apoziția), complementul (direct, indirect și circumstanțiale) precum și elementul predicativ suplimentar.
Referitor la limba franceză, Grevisse și Goosse 2007 tratează ca atare complementul verbului, determinantul (incluzând articolul și pe cele exprimate prin numeral și prin adjective pronominale), atributul adjectival (numit „epitet”), separat atributul exprimat prin alte părți de vorbire (numit „complementul substantivului”) și apoziția, iar ceea ce corespunde elementului predicativ suplimentar este inclus în complement.
Pentru limba sârbă, Klajn 2005 tratează complementul (incluzând atributul altul decât cel adjectival), atributul adjectival (incluzându-l pe cel exprimat prin numeral și prin adjective pronominale, precum și ceea ce corespunde elementului predicativ suplimentar exprimat prin adjectiv), apoziția și separat complementul circumstanțial.
Într-o gramatică a limbii maghiare precum A. Jászó 2007, este vorba despre complementul direct, despre celelalte complemente (corespunzătoare celui indirect, celor circumstanțiale și elementului predicativ suplimentar) și despre atribut (adjectival, inclusiv cel exprimat prin adjective pronominale, cele exprimate prin alte părți de vorbire, plus apoziția).
În funcție de ce parte de vorbire este de cele mai multe ori regentul, complinirea sau complinirile lui formează cu acesta un grup verbal sau nominal. Complementele fac în general parte dintr-un grup verbal, iar atributul dintr-un grup nominal. Există și opinia că pe lângă verb sunt două grupuri nominale, ale căror regente sunt subiectul, respectiv complementul direct, precum și părerea că există un grup nominal al complementului direct, iar acesta aparține grupului verbal.
Depinde de sensul lexical al termenului regent dacă poate exista sau nu fără vreo complinire. Din acest punct de vedere, o parte de propoziție secundară poate fi:
obligatorie, dacă fără ea nu poate fi vorba de o sintagmă sau de o propoziție corectă:
- complement direct:

- ro  Atunci el spuse o prostie;
- fr  Maman prépare un gâteau „Mama prepară o prăjitură”;
- hu  készít valamit „pregătește ceva”;

- alt complement:

- ro  Locuiește aici;
- fr  J’habite rue Danton „Locuiesc pe strada Danton”;
- hu  jártas a biológiában „se pricepe la biologie”;

- atribut: cnr Radimo u nemogućim okolnostima „Lucrăm în împrejurări imposibile”[24];
- element predicativ suplimentar: ro  Ea se numește Puica[25].

reprezentabilă, dacă în anumite împrejurări poate fi omisă, dar este totdeauna subînțeleasă:
- complement direct:

- ro  Am terminat (de scris);
- fr  On connaît (ça) „Cunoaștem (asta)”;
- hu  meggyógyít (valakit) „vindecă (pe cineva)”;

- alt complement:

- ro  N-am fost (la mare);
- hu  hozzáfog (valamihez) „se apucă (de ceva)”.

facultativă, dacă nu este nevoie să fie nici subînțeleasă pentru ca sintagma sau propoziția să fie corectă:
- complement:

- ro  Citesc (un articol);
- fr  Pierre mange (une pomme) „Pierre mănâncă (un măr);
- hu  A kislány (leckét) ír „Fetița (își) scrie (lecția)”;

- alt complement:

- ro  Scriu (părinților);
- fr  J’ai déjeuné (d’une tranche de jambon) „Am mâncat la micul dejun/la prânz (o felie de șuncă);
- hu  (a fűben) fekszik „stă culcat(ă) (în iarbă);

- atribut:

- ro  Și-a pus pantofii (cei noi);
- fr  La voiture (électrique) ne pollue pas l’air „Mașina (electrică) nu poluează aerul”;
- hu  (Sült) kenyeret vettem „Am cumpărat pâine (coaptă);

- element predicativ suplimentar: ro  A plecat (râzând)[25].

## Structura părților de propoziție
Referitor la limba română, Constantinescu-Dobridor 1998 descrie după cum urmează felurile în care poate fi structurată o parte de propoziție:
- O parte de propoziție simplă este alcătuită dintr-o parte de vorbire cu funcție sintactică determinată. Predicatul poate fi numai simplu. Pot fi și simple subiectul, atributul, complementul, elementul predicativ suplimentar și apoziția. Exemplu de subiect: „Numa-n zarea depărtată sună codrul de stejari” (Mihai Eminescu).
- Partea de propoziție complexă este alcătuită dintr-o parte de vorbire cu sens lexical suficient, precedată de un adverb de mod de precizare, de întărire, de exclusivitate sau de aproximație. Astfel poate fi subiectul, atributul, complementul, elementul predicativ suplimentar și apoziția. Exemple: Drumul cam cotit ne obosea (atribut), Sosește tocmai vineri (complement).
- Este multiplă partea de propoziție exprimată prin două sau mai multe părți de vorbire cu aceeași funcție sintactică, aflate în raport de coordonare. Așa pot fi aceleași părți de propoziție care pot fi și complexe: „O moară stă bătrână, uitată pe pârâu” (Ion Pillat).
- Este considerată dezvoltată partea de propoziție alcătuită dintr-o sintagmă în cadrul căreia există un raport de subordonare, și care este într-un raport sintactic în ansamblul său cu altă parte de propoziție. Astfel pot fi aceleași părți de propoziție care pot fi și complexe sau multiple. Exemple de apoziții: „Și Nic’ a lui Costache, dușmanul meu, și cu Toader a Catincăi, alt hojmalău, au trecut pe lângă mine vorbind cu mare ciudă” (Ion Creangă).
- O parte de propoziție poate fi și dublu exprimată, adică anticipată sau reluată printr-un pronume personal. Astfel poate fi mai rar subiectul (Vine el tata și-ai să vezi tu!, „Virtutea pentru dânșii ea nu există” (M. Eminescu), și mai frecvent, uneori chiar obligatoriu, complementul direct (Pe Ion l-am văzut ieri), precum și complementul indirect: „Am vrut să vi-l cânt dumneavoastră” (George Topîrceanu).

## Raporturile dintre părțile de propoziție

### Între subiect și predicat
Între părțile principale de propoziție raportul este unul de solidaritate reciprocă, numit de Grevisse și Goosse 2007 „relație de predicație”, iar ansamblul format de ele este numit uneori „sintagmă predicativă”. Raportul lor constă, din punct de vedere logic, în faptul că își restrâng reciproc sfera semantică. Într-o propoziție precum Fata citește, subiectul limitează posibilitățile largi ale verbului la o anumită sferă, persoana fetei, iar predicatul reduce multele lucruri care se pot spune despre subiect la faptul că citește. Din punct de vedere morfologic, cel puțin în limbile flexionare și în cele aglutinante, există de asemenea reciprocitate între cei doi termeni. Predicatul se acordă cu subiectul, adică subiectul conferă predicatului, în funcție de limbă, de partea de vorbire prin care se exprimă subiectul și de forma verbală a predicatului, una, două sau trei din categoriile gramaticale ce caracterizează subiectul: persoana, numărul și genul.

### Coordonare
Între părți de propoziție cu aceeași funcție sintactică, raportul este de coordonare care, din punct de vedere structural, duce la alcătuirea părților de propoziție multiple amintite mai sus. Coordonarea poate exista în cazul tuturor părților de propoziție care pot fi multiple, deci în afara predicatului. Unul din procedeele prin care se poate realiza este juxtapunerea, adică simpla alăturare a unităților care formează partea de propoziție multiplă, despărțite în vorbire prin pauză și în scris prin virgulă. Alt procedeu este joncțiunea, care se realizează cu ajutorul unui cuvânt gramatical, conjuncția coordonatoare. Aceasta poate fi copulativă, adversativă, opozitivă, disjunctivă sau conclusivă, realizând tot atâtea tipuri de coordonare prin joncțiune.

### Subordonare
Între părțile secundare de propoziție și cele principale se stabilesc raporturi de subordonare numite de gradul I. Subordonare poate exista și între părți secundare cu funcții diferite (subordonare de gradul II). Sintagmele formate prin subordonare de gradul II se pot subordona la rândul lor altei părți de propoziție. Subordonarea se poate realiza prin juxtapuenere, de exemplu între termenul regent și atributul său adjectival, sau între predicat și complementul direct în limba franceză. În limbile cu declinare se poate realiza fie numai prin desinențele cazuale, fie combinat, prin acestea și prin joncțiune cu o prepoziție (în unele limbi) ori o postpoziție (în alte limbi, precum maghiara), fie numai prin joncțiune. În limbi fără declinare, ca franceza, aceasta este înlocuită de folosirea prepozițiilor. În funcție de numărul de părți de propoziție regente cărora li se subordonează o parte secundară, subordonarea poate fi unică, dublă sau multiplă.